# کاوه کرمانشاهی

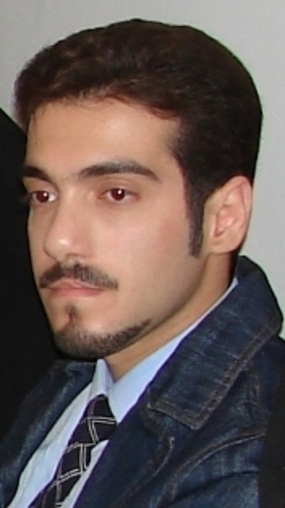
کاوه کرمانشاهی

کاوه کرمانشاهی (متولد مهر ۱۳۶۲ در کرمانشاه) فعال سیاسی کُرد اهل ایران و دانش‌آموخته رشته حقوق است. وی فعالیت‌های خود در حوزه جامعه مدنی و حقوق بشر را از اوایل دهه هشاد شمسی آغاز کرد. عمده این فعالیت‌ها در زمینه حقوق اقلیت‌ها، کردها، زنان، کوییرها و همچنین دفاع از زندانیان سیاسی و مخالفت با مجازات اعدام بوده‌ است.
وی سابقه عضویت در انجمن ژیار، سازمان دفاع از حقوق بشر کردستان، کمپین یک میلیون امضا برای تغییر قوانین تبعیض آمیز، اتحادیه دمکراتیک دانشجویان کرد، شبکه حقوق بشر کردستان، شبکه مردان علیه خشونت ناموسی و... را دارد. همچنین به عنوان روزنامه‌نگار با رادیو زمانه، روز آنلاین، تغییر برای برابری، آسو بی‌بی‌سی فارسی و... همکاری داشته‌ است.
کاوه کرمانشاهی در تاریخ ۱۴ بهمن ۱۳۸۸ توسط نیروهای امنیتی در کرمانشاه بازداشت شد و پس از گذراندن حدوداً ۴ ماه حبس موقت در بازداشتگاه اداره اطلاعات این شهر که حدود ۳ ماه از آن را در سلول انفرادی بود، در تاریخ ۲ خرداد ۱۳۸۹ با قرار وثیقه ۱۰۰ میلیون تومانی آزاد شد. وی طی این مدت که یک هفته از آن را در اعتصاب غذا به سر برد، برای اعتراف به جاسوسی و انجام مصاحبه ویدئویی تحت فشار قرار داشت.
دادگاه انقلاب اسلامی کرمانشاه کاوه را به اتهام «اقدام علیه امنیت ملی»، «تبلیغ علیه نظام» و همچنین «ارتباط و تماس با خانواده جان‌باختگان و زندانیان سیاسی» به ۵ سال حبس تعزیری محکوم کرد. پس از تأیید ۴ سال از این حکم در دادگاه تجدیدنظر، وی به صورت مخفیانه از کشور خارج شد.
کاوه کرمانشاهی یکی از برندگان جایزه هلمن همت در سال ۲۰۱۱ است که هر ساله از سوی سازمان دیده‌بان حقوق بشر به نویسندگانی اهدا می‌شود که به خاطر نوشته‌های خود مورد مجازات قرار گرفته‌اند. وی این جایزه را به صورت نمادین به دوست و همکار خود بهاره علوی که در بهار همان سال در سن ۲۱ سالگی بر اثر سانحه رانندگی جان باخت، تقدیم کرد. بهاره وبلاگ‌نویس، فمینیست و عضو کمپین یک میلیون امضا بود که کاوه می‌گوید از جسارت‌های او در نوشتن بسیار آموخته است.